# Skyrock
Skyrock.com è un social network su cui è possibile creare un blog, un profilo, e scambiare messaggi con gli altri membri iscritti sulla piattaforma. È possibile anche creare dei music blog (blog contenenti dei brani musicali).

## Storia
È stato creato da Pierre Bellanger nel dicembre del 2002, come piattaforma di blog con il nome di Skyblog.com. È legata alla radio francese Skyrock di proprietà del suo fondatore ed ha 14 versioni internazionali.
La semplicità di utilizzo della piattaforma ne ha decretato il successo presso un pubblico giovane, principalmente francofono.
Nel maggio del 2007, dopo aver abbandonato il logo Skyblog, Skyrock.com è stato lanciato come vero e proprio social network tramite l'aggiunta di altre funzionalità a quella del blog.
Il 16 giugno 2023, il team di Skyrock ha annunciato la chiusura definitiva del social network, per ottemperare alla normativa sui dati personali, attraverso un articolo pubblicato sul proprio blog ufficiale..

## Funzionamento

### Account
Per accedere alle funzionalità di Skyrock è necessario creare un account (tramite iscrizione gratuita) e scegliere un nickname o pseudonimo, a cui viene associato un indirizzo web, del tipo pseudonimo.Skyrock.com.

### Blog
Prima funzionalità di Skyrock da un punto di vista storico, i blog hanno una pagina dedicata, e ogni settimana vengono selezionati nove blog, chiamati Blog Star.
Ogni blog può essere personalizzato nel layout e nell'ordine degli articoli. Il numero degli articoli è illimitato. Le immagini che accompagnano gli articoli sono caricate dal computer dell'utente e ospitate sul server del sito. È possibile anche inserire dei video, ma solo se provengono da una delle 15 piattaforme video proposte, oppure registrare un video con la propria webcam; il sito non offre soluzioni di video hosting. Se la semplicità dell'impaginazione garantisce facilità di amministrazione per tutti gli utilizzatori, questa tende però a limitare le possibilità del blog: impossibilità di gestire gli articoli in categorie, un'impaginazione molto stretta e non flessibile, impossibilità di inserire o meno la pubblicità intorno al contenuto.
Al giugno 2010, il social network ospita oltre 31,9 milioni di blog e 22 milioni di profili.

### Profilo
È l'altra funzionalità principale di Skyrock.com. Come per i blog, i Profili dispongono di uno spazio dedicato sul quale però la rotazione avviene in automatico. Vi si trovano infatti le ultime persone connesse, gli ultimi iscritti, gli ultimi video webcam postati. Esiste anche una classifica di Top (100 e 24ore) ed è possibile cercare dei profili tramite un motore di ricerca.
Non ci sono tag associati ai profili, cosa che ne limita le possibilità di ricerca.

### Commenti
Non è necessario essere membri del network per lasciare un commento su un blog (ma lo è per lasciarlo su un profilo).

### Messaggi
I membri della piattaforma possono scambiarsi dei messaggi sui quali non è possibile inserire dei link. È possibile bloccare un utente da cui non si vogliono ricevere messaggi, che verrà in quel caso inserito in una black list.

### Amici
Un membro registrato sul sito può aggiungere un altro membro a una lista di amici. Gli amici vengono visualizzati sul blog e sul profilo dell'utente.

### Chat
La Chat di Skyrock.com è un canale IRC inserito in un'interfaccia Adobe Flash, alla quale possono accedere gli utenti iscritti.

### Skyrock Musica
Altra funzionalità della rete Skyrock.com sono i Music Blog. Il Music Blog si distingue da un Blog Skyrock per la possibilità di aggiungervi quattro brani musicali in versione MP3. Questi ultimi sono ascoltabili tramite un Flash Player. Ogni brano musicale è inoltre integrato in un articolo del blog.
Le Condizioni Particolari di utilizzo, per la creazione di un Music Blog, variano in funzione dello statuto dell'utente: indipendente, scritturato da una casa discografica indipendente, scritturato da una Major.
Per ogni brano inserito, l'utente può autorizzare i visitatori del suo blog a scaricarlo sul proprio computer o ad aggiungerlo sul proprio blog (alla sola condizione, evidentemente, che ne abbiano uno).
Un utente non può, tramite lo stesso nickname, avere sia un blog sia un Music Blog.

### Successo e controversie
Nonostante comScore lo ponga al settimo posto fra i social network di tutto il mondo (con 21 milioni di visitatori),Skyrock.com ha una notorietà molto meno importante di altre reti. Ciò è dovuto senz'altro alle sue origini francesi, ma anche al fatto che si indirizza principalmente agli adolescenti.
Adottato principalmente dalla nuova generazione, Skyrock.com non è sempre ben compreso da un pubblico più adulto, che anzi vi vede un pericolo potenziale. Alcune derive ci sono effettivamente state: alcune scuole medie in Francia hanno avuto a che fare con studenti che utilizzavano la piattaforma per insultare il personale docente. Ciò nonostante, di fronte alle cifre di blog presenti sulla piattaforma, questo fenomeno si può considerare come un caso isolato.
Nello stesso ordine di idee, alcuni giornali americani hanno associato le violenze scatenatesi nelle banlieue parigine nel 2005 all'uso dei blog sulla piattaforma (all'epoca ancora Skyblog.com). Non c'è stata però lamentela o denuncia da parte dello Stato francese o delle istituzioni per quel che concerne l'uso della piattaforma.
Al contrario, alcuni personaggi politici francesi, sia di destra che di sinistra, coscienti dell'interesse della giovane generazione che avrebbero potuto attirare, hanno creato dei blog sulla piattaforma Skyrock.com. È il caso di Fadela Amara Secrétaire d'Etat chargée de la Politique de la ville del Governo Fillon II o di Julien Dray e Ségolène Royal, membri del Partito Socialista Francese.

### Lista delle versioni internazionali di Skyrock
- Francese: https://web.archive.org/web/20190730165853/https://fr.skyrock.com/
- Inglese: https://web.archive.org/web/20120305030849/http://uk.skyrock.com/
- Tedesca: https://web.archive.org/web/20160908102030/http://de.skyrock.com/
- Spagnola: https://web.archive.org/web/20160126012132/http://es.skyrock.com/
- Belga olandese: https://web.archive.org/web/20161231084118/http://benl.skyrock.com/
- Belga francese: https://web.archive.org/web/20180819120050/http://befr.skyrock.com/
- Italiana: https://web.archive.org/web/20180817013742/http://it.skyrock.com/
- Portoghese: https://web.archive.org/web/20180314225637/http://pt.skyrock.com/
- Finlandese: https://web.archive.org/web/20160328175529/http://fi.skyrock.com/
- Svedese: https://web.archive.org/web/20150924060853/http://se.skyrock.com/
- Danese: https://web.archive.org/web/20160401215107/http://dk.skyrock.com/
- Norvegese: https://web.archive.org/web/20150924062100/http://no.skyrock.com/
- Canadese francofona: https://web.archive.org/web/20190309015830/https://qc.skyrock.com/
- Canadese anglofona : https://web.archive.org/web/20180815183747/http://ca.skyrock.com/